# Rising Kingdoms
Rising Kingdoms est un jeu vidéo de stratégie en temps réel développé par Haemimont Games et publié par Black Bean Games en 2005 sur PC. Le jeu se déroule dans un univers médiéval-fantastique et relate les affrontements entre trois civilisations : les humains, les forestiers et les darklings. Le système de jeu s’inspire de Warcraft III et intègre une dimension jeu de rôle. Chaque faction dispose ainsi de quatre héros doté de pouvoirs distincts, qui gagnent de l’expérience et qui peuvent s’équiper d’objets magiques. Outre les trois factions, cinq races (elfes, dragons, trolls, nomades et ombres) cohabitent dans le monde du jeu et le joueur peut prendre le contrôle de leur camp pour débloquer de nouvelles unités et obtenir des bonus unique.

## Accueil
| Rising Kingdoms |      |       |
| Média           | Pays | Notes |
| Canard PC       | FR   | 6/10  |
| Jeuxvideo.com   | FR   | 11/20 |
| Joystick        | FR   | 5/10  |
| PC Jeux         | FR   | 40 %  |